# Prionolabis mundoides
Prionolabis mundoides là một loài ruồi trong họ Limoniidae. Chúng phân bố ở miền Tân bắc.